# 나를 운디드니에 묻어주오
《나를 운디드니에 묻어주오》(영어: Bury My Heart at Wounded Knee)는 19세기 말 미국 원주민 멸망의 역사를 다룬, 미국의 작가 디 브라운(Dee Brown, 본명은 도리스 알렉산더 브라운(Dorris Alexander Brown))의 책이다.
책의 이름은 스티븐 빈센트 버네이(Stephen Vincent Benét: 1898~1943)의 시 〈미국의 이름들〉(American Names) 가운데 제7연의 6행에서 따왔다. 
1970년대 출판된 이래 미국 내에서 광범위한 인기를 끌었으며, 미국 원주민 문제를 환기시킨 책으로 평가받는다.

## 영화화
2007년에 HBO 필름은 이 책을 기반으로 한 동명의 영화를 제작했다. 텔레비전 방송용으로 제작된 이 영화에는 에이든 퀸, 애덤 비치, 애나 패퀸, 오거스트 셀렌버그 등이 출연했다. 아울러 이 영화는 에미 상과 골든 글로브 상의 여러 부문에 후보로 올랐으며, 에미 상에서 '텔레비전 방송용 영화 최고작'을 수상하였다.

## 한국어 출판
- 최준석 번역, 한겨레출판, 2024년, ISBN 9791172130596

## 같이 보기
- 운디드 니 학살
- 검은고라니는 말한다